# مرسی تاگو
مرسی تاگو (انگلیسی: Mercy Tagoe؛ زادهٔ ۵ فوریهٔ ۱۹۷۴) بازیکن فوتبال اهل غنا است.
وی همچنین در تیم ملی فوتبال زنان غنا بازی کرده‌است.